# 青云岩风景区

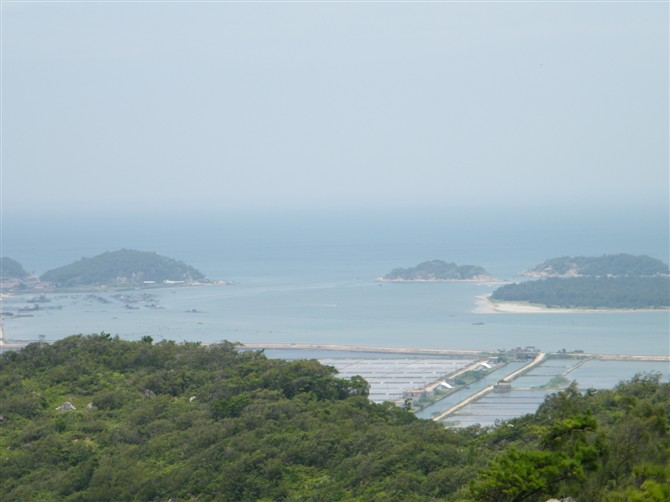
青云岩南眺濠江入海口

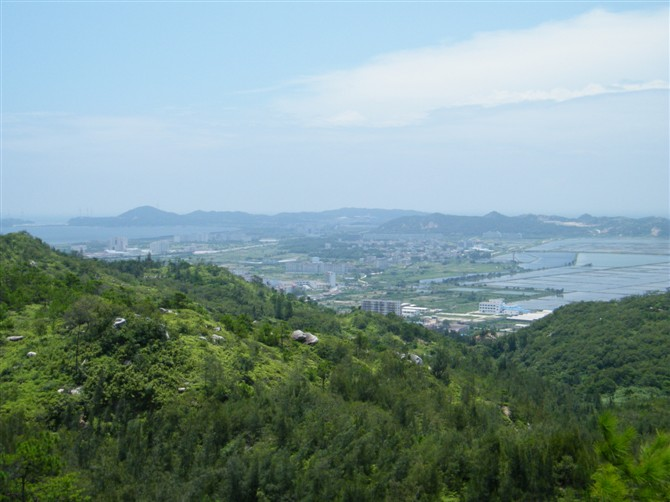
大瞭望山东南望广澳

青云岩风景区 位于汕头市濠江区达濠大瞭望山南坡。包括山脚的大峰祖师庙（俗称祖师公），山顶的青云禅寺和青云岩（初名云岩洞）及诸多石刻。1979年列为汕头市风景旅游区。1988年列入汕头市第一批市级文物保护单位。是一处佛教胜地和文物保护区，也是风景名胜区。原先上山须登阶而上，沿途有营造于咸丰末年的一曲至九曲诸景。1996年建汕头气象台，自山脚至山顶铺设盘山公路，汽车可直上岩顶。青云岩为粤东名刹，创始于明嘉靖五年（1526），屡经修葺，始有今日规模。依山傍海，山明水秀，视野开阔，素有“海国风光第一山”之美称。

## 青云岩

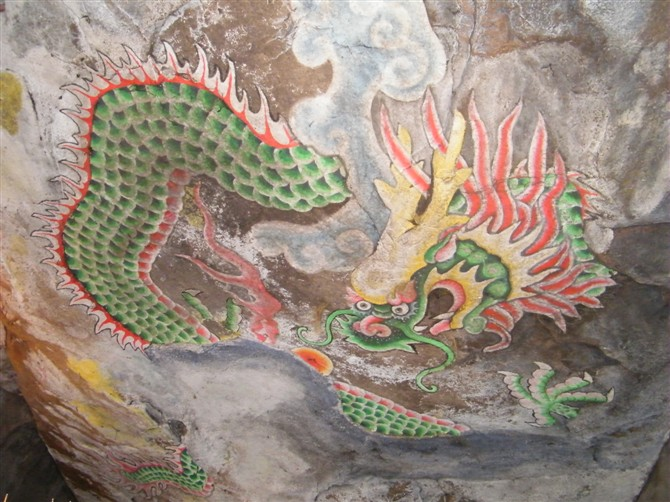
青云岩 苍龙

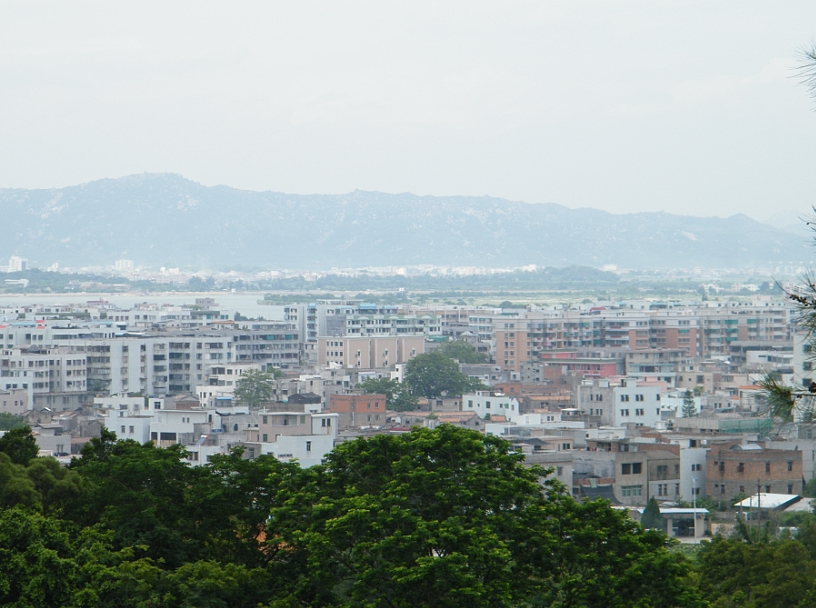
青云岩西望

青云岩在大瞭望山顶。清光绪《潮阳县志》载：“明嘉靖五年五月初五由僧信腾创始。”原是一巨石垒叠的天然石洞，初名石岩洞，为青云禅林的发源地。洞中石壁上刻有三处石刻，最早的位于正中，“一為竖造聖神佛僧，嘉靖伍年伍月初伍日建。鄉民 王朝爵 李永連 林宜尚 李癸兴 何廷茂 李十香 張太公 蔡元九 黃志光 李孔連 何連昌 陳卅三”。是为青云岩创始的最早记录，石刻文字拙朴。
左侧石刻为“崇禎辛未年季冬立（1631年）”，右侧一方则为“康熙三十九年（1700年）九月十九日立”。
嘉靖开石岩洞时凿有一尊弥勒佛像，光緒歲次癸巳（光緒十九年 1893）年正月榖旦，署招收場黃秀品重修。据说摸了弥勒的肚子会变得聪明开朗。
洞中天井绘有云中苍龙。供台上摆放着几十尊各路仙佛神像，是青云岩肇始之地，洞外四周刻有诸多前代石刻墨宝。
|  |  |  |

## 青云禅寺

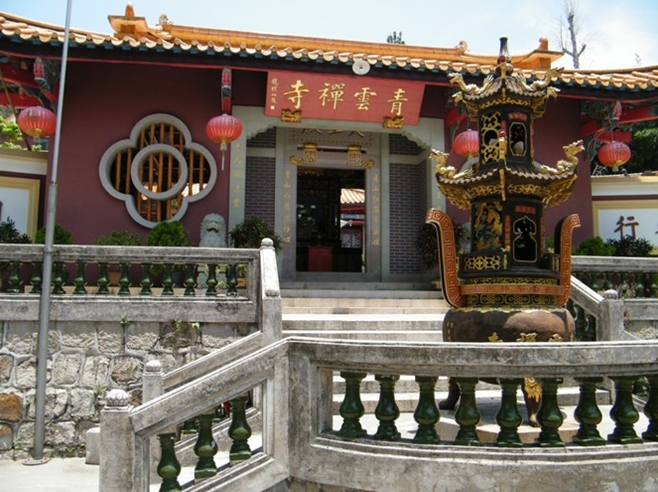
青云禅寺正门

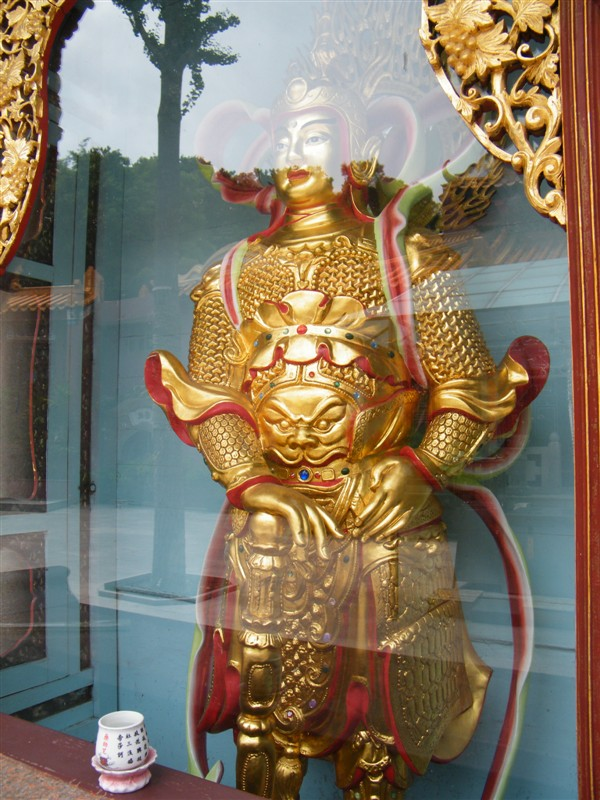
韦驮像

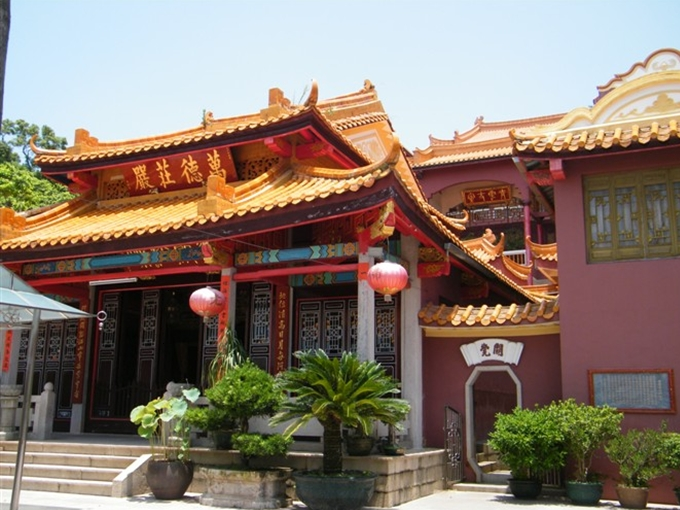
正殿万德庄严

青云禅寺位于青云岩东侧，俗语俱称为岩顶。

### 历史
嘉靖五年创始禅林，纪氏敦本堂献岩前山地建寺庙。施租碑记尚置于今青云禅寺殿前西侧墙上。
明万历三年，纪氏复舍田纳粟以助香油之资。
康熙四十九年（1710）由住持释赞良等重修。潮阳武举林天章题署山门匾额“云岩禅林”，并撰联勒石“禅门法护通三界，海国风光第一山”，青云岩“海国风光第一山”之誉由此而来。
康熙末雍正间，金门总兵汤宽（达濠人，或说海门人，1729年卒）捐东湖租11石。据说青云禅寺真武庙殿堂正中还挂有雍正七年（1722）他题献的牌匾。
咸丰（1851-1861）末年再修。
1948年，释纯信住持，广开经教。越年末，释澄乐（1905-1984）继任住持，并在1957年重修之。 
“文革”期间，青云岩几成废墟。
1980年，澄乐师重返古刹。
1982年秋，曾驻锡于此的香港名僧定因法驾临寺，目睹楹蛀墙危，倡仪修建，得到当地政府和善信的支持，重建大雄宝殿。
1984年八月初四，在建设过程中，八旬住持释澄乐圆寂，法席空虚。半年后，释定根法师任住持，继续重建大雄宝殿，扩建天王殿，修建玄帝古庙，创建塔院等，于1986年竣工。
现今青云禅寺主体建筑即由八十年代兴筑而来。
1985年，时任全国佛教协会会长赵朴初题写匾额“青云禅寺”，悬挂于寺门。
潮阳人著名书法家陈大羽书“庄严法界”，达濠书法名家李彧书“青云丈室”。还有商承祚、秦萼生诸书法名家题词撰联。

青雲禪寺與香港三學講堂常有聯繫 ， 香港三學講堂， 每年和青雲禪寺舉辦一次水陸法會頗為盛大和隆重。香港三學講堂主持上自下雄大和尚青雲禪寺主持上弘下養法師 ， 是師兄弟

### 建筑布局
青云禅寺正门前置双重宝鼎香炉，左右墙面分别题：“诸恶莫作众善奉行，自净其意是诸佛教。”
正门进去即天王殿，正首为弥勒佛相，上悬“皆大欢喜”匾，左右为四大天王。其背面为三洲感应 韦驮像。前院正中为万德庄严大雄宝殿，左右为鼓楼、钟楼。西面墙置五面碑记。有门通青云岩洞。后院正中为藏书楼、青云丈室，左侧为伽蓝殿。另辟一门题“菩提觉路”于东面，临大瞭望山盘山公路。
1996年建汕头气象台于寺后山顶。同时建成盘山公路。山上视野开阔，濠江入海口和广澳尽入眼帘。
|  |  |  |  |

## 祖师公

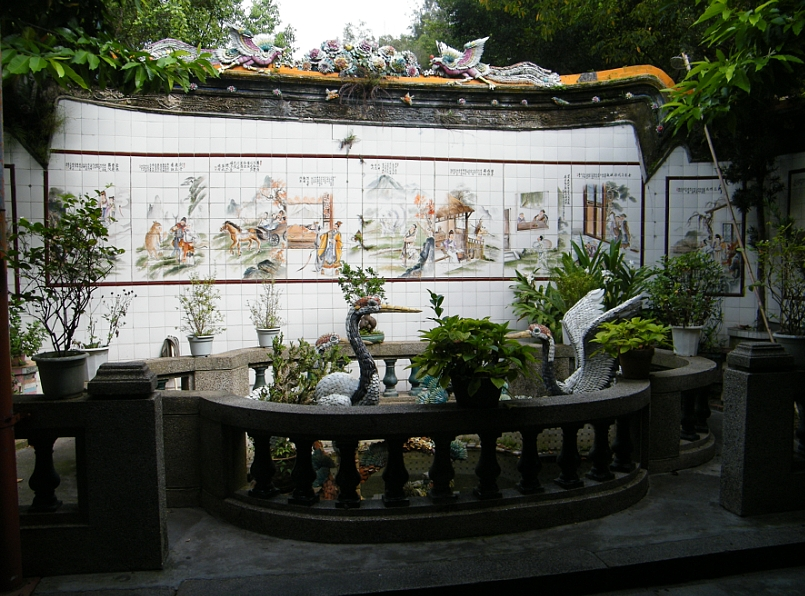
松鹤水池

山脚“大峰祖师庙”俗称祖师公，建于光绪二十二年（1896）。

大峰祖师庙前有“流水高山”水景。拱桥亭榭，有牛渚西江、坐竿渭水诸景。右侧龙泉洞有山泉，供水德星君神位。大峰祖师殿前有嵌瓷松鹤水池，水中蓄鲤。大峰祖师殿后为大雄宝殿，供释迦牟尼和十八罗汉。大雄宝殿周围有财神等诸配殿，殿后古榕成荫。在大峰宝殿、大雄宝殿两重建筑的东面筑有大峰亭和三圣阁。三圣阁内供神农、孔子和济公。西侧为南山南，有民国李栖云“祇园”、“扪涛”，清咸丰 张国栋（字云生）“遮却山泉流曲折，不容轻易到人间”诸石刻。
|  |  |  |  |

## 交通
- 磊广路
- 公车 ：

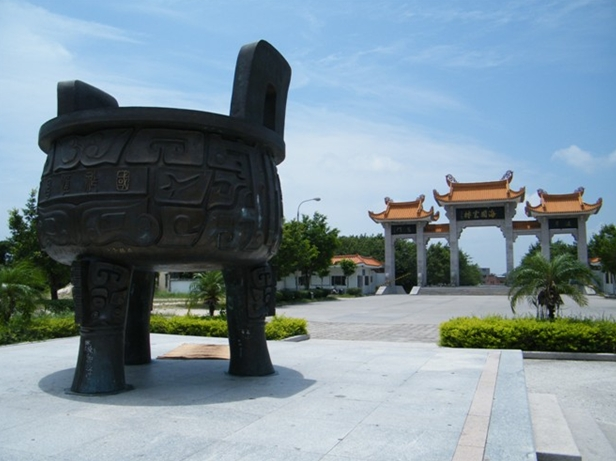
青云岩风景区大门内

8路：火车站 - 三和休闲中心 - 澳头 - 澳头村 - 华能电厂 - 汕头迎宾花园 - 北山湾泳场 - 汕头职业技术学院 - 东湖村 - 东湖游乐场 - 广达路 - 北大附中 - 埭头 - 青洲 - 青云岩 - 红桥路 - 南天大酒店 - 区政府 - 海旁路 - 海旁路中 - 西园头 (21站)
16路：
东厦超声厂 - 金平区人民医院 - 汕头日报社 - 技工学校 - 金砂公园 - 体育学校 - 华侨大厦 - 春梅里 - 花园里 - 新兴路北 - 人民广场 - 工人文化宫 - 利安路 - 市二医院 - 外马路西 - 永平路 - 海平路 - 礐石岭顶 - 磊广路口 - 磊口 - 松山火力发电厂 - 三联 - 金中南校 - 茂洲 - 西墩路口 - 达濠华侨医院 - 濠江花园 - 海旁路中 - 西园头 - 沿江路 - 水产码头 - 田心宫 - 红桥路 - 达濠华侨中学 - 青云岩风景区 (35站)